# Юрцовка
Юрцовка — река в России, протекает в Судиславском и Красносельском районах Костромской области. Устье реки находится в 8 км по правому берегу реки Танга. Длина реки составляет 10 км.
Исток реки находится в лесах севернее деревни Руднево в 6 км к северо-востоку от посёлка имени Чапаева. Течёт на северо-запад, затем на юго-запад. На реке стоят деревни Высочки, Карабаново, Маныльцево. Впадает в Тангу у деревни Подсосенье.

## Данные водного реестра
По данным государственного водного реестра России относится к Верхневолжскому бассейновому округу, водохозяйственный участок реки — Волга от города Кострома до Горьковского гидроузла (Горьковское водохранилище), без реки Унжа, речной подбассейн реки — Волга ниже Рыбинского водохранилища до впадения Оки. Речной бассейн реки — (Верхняя) Волга до Куйбышевского водохранилища (без бассейна Оки).
Код объекта в государственном водном реестре — 08010300412110000013285.